# آرینا تسیتسیلینا
آرینا تسیتسیلینا (بلاروسی: Арына Аляксандраўна Цыцыліна؛ زادهٔ ۹ اکتبر ۱۹۹۸) ژیمناست ریتمیک زن اهل بلاروس است.